# Atsushi Izawa
Atsushi Izawa (井澤 惇 Izawa Atsushi?, nacido el 23 de julio de 1989 en Tokio) es un futbolista japonés que se desempeña como centrocampista.

## Trayectoria

### Clubes
| Club             | País  | Año         |
| ---------------- | ----- | ----------- |
| Ventforet Kofu   | Japón | 2008 - 2014 |
| Kataller Toyama  | Japón | 2014        |
| Tokushima Vortis | Japón | 2015 - 2017 |

## Estadística de carrera

### J. League
| Club             | Año   | J. League | J. League | Copa J. League | Copa J. League | Total | Total |
| Club             | Año   | Part.     | Goles     | Part.          | Goles          | Part. | Goles |
| ---------------- | ----- | --------- | --------- | -------------- | -------------- | ----- | ----- |
| Ventforet Kofu   | 2008  | 1         | 0         | -              | -              | 1     | 0     |
| Ventforet Kofu   | 2009  | 8         | 2         | -              | -              | 8     | 2     |
| Ventforet Kofu   | 2010  | 0         | 0         | -              | -              | 0     | 0     |
| Ventforet Kofu   | 2011  | 14        | 2         | 0              | 0              | 14    | 2     |
| Ventforet Kofu   | 2012  | 31        | 2         | -              | -              | 31    | 2     |
| Ventforet Kofu   | 2013  | 10        | 0         | 5              | 0              | 15    | 0     |
| Ventforet Kofu   | 2014  | 0         | 0         | 0              | 0              | 0     | 0     |
| Kataller Toyama  | 2014  | 14        | 0         | -              | -              | 14    | 0     |
| Tokushima Vortis | 2015  | 7         | 0         | -              | -              | 7     | 0     |
| Tokushima Vortis | 2016  | 4         | 0         | -              | -              | 4     | 0     |
| Tokushima Vortis | 2017  | 5         | 0         | -              | -              | 5     | 0     |
| Total            | Total | 94        | 6         | 5              | 0              | 99    | 6     |

## Palmarés

### Títulos nacionales
| Título    | Club           | País  | Año  |
| --------- | -------------- | ----- | ---- |
| J2 League | Ventforet Kofu | Japón | 2012 |